# 新グローヴオペラ事典
新グローヴオペラ辞典（The New Grove Dictionary of Opera）は、オペラに関する百科事典。オペラに関しては最も一般的な参考文献の一つであると考えられている。オペラに関する英語の書物としては最大のもので、印刷版では全4巻、5,448ページに及ぶ。
初版は1992年にロンドンのマクミラン社（MacMillan）から出版された。編集者はスタンリー・セイディで、著者は学者1,300人以上である。全体で11,000本の記事があり、2,900人の作曲家の1,800のオペラ作品を網羅する。付録には役名の索引とアリアと合奏のインキピット、オペラ作品の索引が付されている。
この事典は「ニューグローヴ世界音楽大事典」とともにオンラインで購読可能である。